# Římskokatolická farnost Vražné
Římskokatolická farnost Vražné (dříve též římskokatolická farnost Dolní Vražné) je farnost římskokatolické církve v děkanátu Bílovec ostravsko-opavské diecéze.
Farním kostelem je kostel svatého Petra a Pavla ve Vražném. Jde o pozdně barokní stavbu vystavěnou náboženskou maticí jako patronem mezi lety 1798 až 1799. V Hynčicích se nachází kaple svatých Jana a Pavla, v Emauzích zvonička sv. Floriána.

## Historie
Na dávnou existenci farnosti ve Vražném poukazuje patrocinium farního kostela, zmiňuje se však poprvé 10. března 1455, kdy byl na místo zemřelého faráře Jana jmenován Mikuláš ze Šumburka.
Kolem roku 1518 bylo Vražné filiální k farnosti Mankovice a obyvatelé se na vrchnosti dožadovali vlastního kněze. Poté o faře chybějí zprávy až do druhé poloviny 16. století, kdy zde působili luteránští pastoři: k roku 1556 Johann Hoffmann, k roku 1596 Jacobus Richter, kolem 1610–1616 Georg Blum, 1616–1620 Jonas Gerbirades, 1620–1623 Georg Lucas a naposledy se zmiňuje roku 1625 Peter Schulius.
Od roku 1629 působili ve Vražném opět katoličtí kněží, farnost byla administrována z farnosti Odry (Johann Friedrich Hlasnig 1629–1634, Wenzel Bernhard Stecker 1634–1638) současně s farností Mankovice. Prvním sídelním farářem pro tyto farnosti Mankovice a Vražné byl od roku 1638 Maximilian Würth. On i jeho následovníci sídlili v Mankovicích a Vražné se tak stalo filiálkou mankovické farnosti.
V roce 1784, v rámci josefinské politiky zahušťování far, bylo rozhodnuto o rozdělení farnosti. S ohledem na to, že z pěti přifařených vsí se čtyři nalézaly na pravém břehu Odry a že komunikace přes řeku byla při jejím rozvodnění obtížná, bylo sídlo dosavadní farnosti přeneseno do Vražného, kam přesídlil i dosavadní farář František Bílanský rytíř z Weißenfeldu (v Mankovicích/Vražném v letech 1762–1792). V Mankovicích pak náboženská matice zřídila lokální kuracii. Brzo poté náboženská matice ve Vražném postavila novou faru (1789) i kostel (1798-1799).
Patronát farnosti patřil původně augustiniánskému klášteru ve Fulneku. V roce 1783 stanovila vyměřovací komise, že se pozemek kostela a fary nachází na území Horního Vražného, které patřilo k panství Odry (na rozdíl od Dolního Vražného, které patřilo k panství Německý Jeseník), a patronát tak měl převzít jeho majitel kníže Lichnovský z Voštic. Ten jej však odmítl, takže se patronátu obnovené fary roku 1784 ujala náboženská matice. Po postavení kostela se o patronát a kolaturu (podací) přihlásila majitelka panství Německý Jeseník Marie Walburga hraběnka Truchsess-Waldburg-Zeil; roku 1802 jí bylo vyhověno a od té doby se kostel a fara počítaly k Dolnímu Vražnému, což se odrazilo i v názvu farnosti.
Roku 1859 žilo ve farnosti Dolní Vražné 1727 obyvatel, vesměs římských katolíků. V roce 1930 žilo ve farnosti 1277 obyvatel, z čehož 1266 (99 %) se přihlásilo k římskokatolickému vyznání.
Obvod vraženské farnosti zahrnuje od počátku Dolní (Velké) Vražné, Horní (Malé) Vražné, Hynčice a Emauzy. Spolu s Mankovicemi patřilo Vražné v 17. století k děkanátu Lipník nad Bečvou, od roku 1731 do roku 1962 k děkanátu Odry, od reorganizace církevní správy k 1. lednu 1963 patří k děkanátu Bílovec. Do roku 1996 byla součástí arcidiecéze olomoucké, od uvedeného roku pak nově vytvořené diecéze ostravsko-opavské.
Po druhé světové válce a odsunu původních obyvatel byla farnost často spravována excurrendo. Tak je tomu i nyní (2024), kdy farnost od prázdnin roku 2011 spravuje farář z Jeseníku nad Odrou p.Mgr.Ladislav Stanečka.

## Bohoslužby
| Kostel                       | Místo        | Bohoslužba (den) | Hodina      | Poznámka     |
| ---------------------------- | ------------ | ---------------- | ----------- | ------------ |
| kostel svatých Petra a Pavla | Dolní Vražné | středa neděle    | 18.00 11.00 | farní kostel |
| kaple svatých Jana a Pavla   | Hynčice      | příležitostně    |             | kaple        |